# Wilhelm Weingart

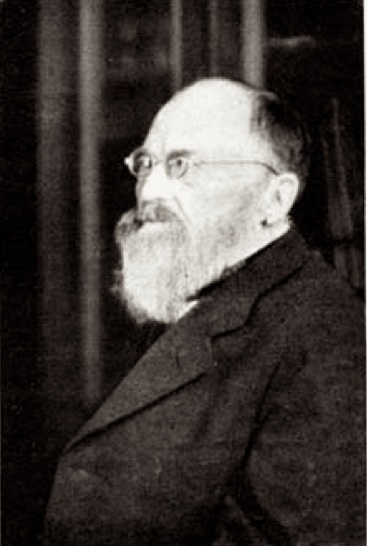
Wilhelm Weingart, 1933

Wilhelm Weingart (* 4. September 1856 in Hildburghausen, Thüringen; † 31. August 1936 in Georgenthal, Thüringen) war ein deutscher Unternehmer in der Porzellanindustrie und Amateurbotaniker. Sein offizielles botanisches Autorenkürzel lautet „Weing.“

## Leben
Wilhelm Weingart wurde als Sohn eines Porzellanfabrikanten in Hildburghausen geboren. Seine Ausbildung zum Techniker war auf die Übernahme der seit 1822 im Familienbesitz befindlichen Fabrik ausgerichtet.
Seine besondere Vorliebe galt seit frühester Kindheit jedoch der Botanik, insbesondere Kakteen interessierten ihn. Auf Grund seiner finanziellen Unabhängigkeit konnte er sich sehr bald eine große Sammlung aufbauen und wurde als Sachkenner auch über die Grenzen Deutschlands hinaus bekannt. Diese Leidenschaft teilte er mit seinem lebenslangen Freund Friedrich Bödeker.
Am 19. Juli 1885 heiratete er die aus Hofsberg (Thüringen) stammende Luci Frieda Panse. Ein Jahr später wurde sein Sohn Wilhelm Reinholt Weingart geboren, der später als Ingenieur und Direktor der Deutschen Werft in Hamburg-Finkenwerder bekannt wurde.
Am 2. Juli 1894 wurde der „Techniker Wilhelm Weingart in Nauendorf bei Ohrdruf“ in die Deutsche Kakteen-Gesellschaft (DKG) aufgenommen.

## Dedikationsnamen
Erst ein Jahr nach seinem Tod wurde ihm zu Ehren die Gattung Weingartia von Erich Werdermann veröffentlicht. Weitere Arten wie Mammillaria weingartiana und Leptocereus weingartianus wurden ebenfalls nach ihm benannt.

## Werke
Seine über 40 Jahre währende Mitgliedschaft in der DKG führte auch zu einer Vielzahl von in in- und ausländischen Periodika dokumentierten Forschungsarbeiten. Besondere Verdienste kommen ihm bei der Erforschung der Cereen zu.